# Аман, Като
Като Аман (венг. Hámán Kató; 2 декабря 1884, с. Компольт, Австро-Венгрия — 31 августа 1936, Будапешт) — деятель венгерского коммунистического и профсоюзного движения. Эсперантист.

## Биография
Трудовую деятельность начинала на железной дороге. С 1918 года — в рабочем движении. Одна из активных деятелей Венгерской Советской республики, лидеров венгерского рабочего движения. В 1918 году — член Коммунистической партии Венгрии и Совета Венгерской Советской республики. Позже — председатель профсоюза химиков.
В 1923 была в числе организаторов подпольной коммунистического движения в стране и основателей в 1925 году Венгерской социалистической рабочей партии (ВСРП), а с 1927 года — один из лидеров венгерского отделения МОПРа.
Подвергалась преследованиям и арестам.
В 1925 вместе с Матьяшем Ракоши ей было предъявлено обвинение, отбывала заключение в тюрьме (1925—1927 и 1934—1936).
Умерла в Будапеште вскоре после освобождения из тюрьмы в 1936 году. По некоторым данным, из-за болезни, полученной во время заключения, по другим — была убита в фашистской хортиской тюрьме.

## Память

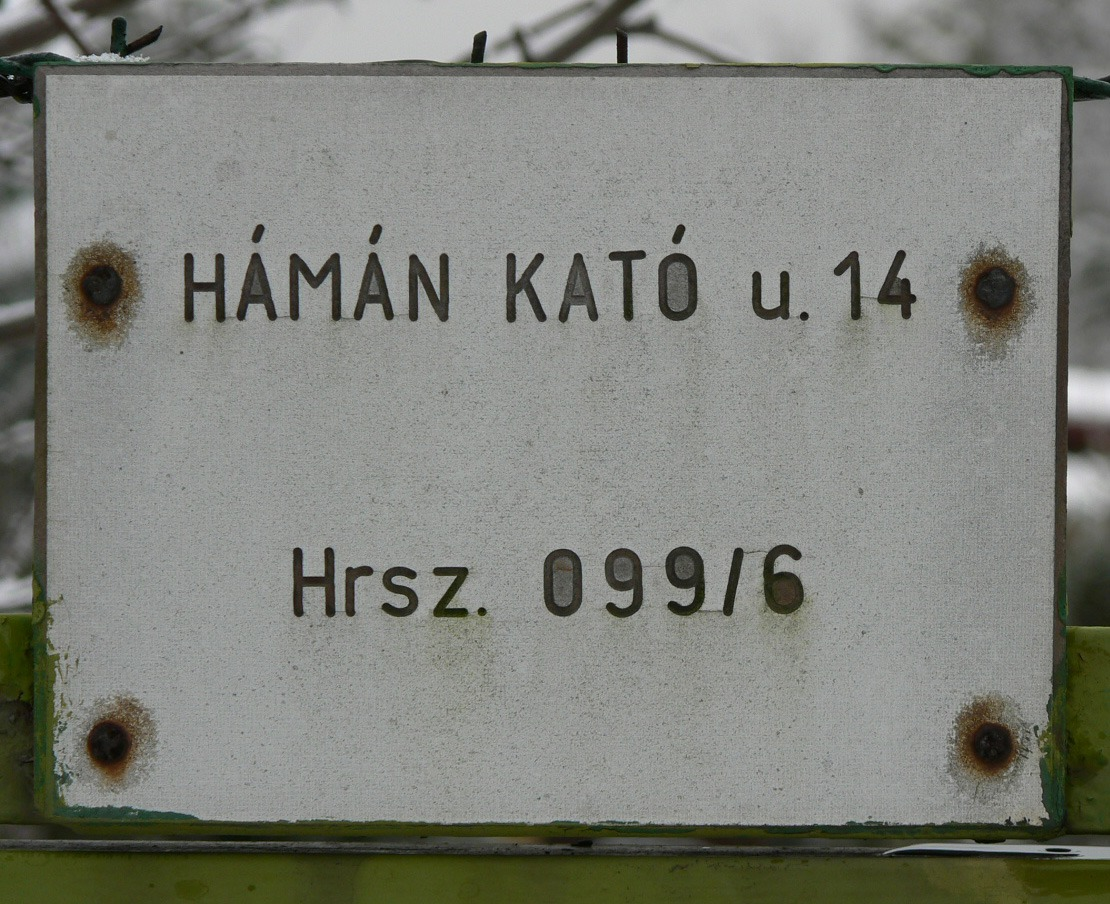
Табличка улицы имени Като Аманы, оставшаяся после переименования улицы в 1990 году

В социалистической Венгрии считалась выдающимся активистом, женщиной-героиней, борцом-мучеником за власть рабочих и крестьян.
В честь коммунистического политика — Като Аман почта Венгерской Народной Республики дважды в 1960 и 1984 годах выпускала в оборот марки с её изображением.
До 1990 года имя Като Аман носили улицы и площади в ряде городов Венгрии, учебные заведения, были установлены памятники.